# 晓景乡
晓景乡，是中华人民共和国贵州省铜仁市沿河土家族自治县下辖的一个乡镇级行政单位。

## 行政区划
晓景乡下辖以下地区：
晓景村、管家村、暗塘村、侯家寨村、水池村、新华村、板山村、七山村、野溪村、干木树村、新河村、高寨村、大土村、核桃湾村、吴家村、小溪村和苦竹村。